# Manzanillo (Hiszpania)
Manzanillo – gmina w Hiszpanii, w prowincji Valladolid, w Kastylii i León, o powierzchni 18,82 km². W 2011 roku gmina liczyła 66 mieszkańców.